# ساكي استوائي
ساكي إستوائي (الاسم العلمي: Pithecia aequatorialis ) (بالإنجليزية: Equatorial Saki)‏ هو نوع من الحيوانات يتبع جنس السعدان الساكي من الفصيلة السعادين الساكية.

## الإنتشار
بيرو، لوريتو, ريو نانيه السفلى وسنتا لويزا. أيضاً نابو في الإكوادور.
يعيش في مجموعات صغيرة تتراوح بين فردين إلى أربعة أفراد كجزء من مجموعات أكبر.